# The Texan (serie televisiva)
The Texan è una serie televisiva western statunitense in 79 episodi trasmessi per la prima volta nel corso di 2 stagioni dal 1958 al 1960.

## Trama
Bill Longley, un veterano texano della Guerra di secessione americana conosciuto per la sua fama di temibile pistolero, aiuta le persone in difficoltà in giro per il West.

## Personaggi
- Bill Longley (79 episodi, 1958-1960), interpretato da Rory Calhoun.
- Pete Bray (10 episodi, 1958-1960), interpretato da Regis Parton.
- David MacMorris (8 episodi, 1959-1960), interpretato da Duncan Lamont.
- Sculley (7 episodi, 1958-1960), interpretato da Alan Hale Jr..
- Conners (5 episodi, 1959), interpretato da Richard Adams.
- agente (5 episodi, 1959-1960), interpretato da Tom London.
- Matt Horton (5 episodi, 1958-1960), interpretato da Kem Dibbs.
- Pedro Vasquez (5 episodi, 1959-1960), interpretato da Pedro Gonzalez Gonzalez.
- Steve (5 episodi, 1959-1960), interpretato da Kipp Hamilton.
- Clyde Hatbridge (4 episodi, 1958-1960), interpretato da Harry Harvey.
- Asa Kirby (4 episodi, 1959-1960), interpretato da Robert J. Wilke.
- Luke Smith (4 episodi, 1958-1960), interpretato da Chris Alcaide.
- Atkins (4 episodi, 1958-1959), interpretato da Robert Burton.
- Brazos Kid (4 episodi, 1959-1960), interpretato da Alan Dinehart III.
- Wild Jack Tobin (4 episodi, 1959-1960), interpretato da Reed Hadley.
- Chip Andrews (4 episodi, 1959-1960), interpretato da Denver Pyle.
- Andy Miles (4 episodi, 1958-1960), interpretato da Andy Clyde.
- Buck Tanner (4 episodi, 1959-1960), interpretato da Lane Bradford.
- Buck (4 episodi, 1958-1960), interpretato da James Drake.
- Yellow Hawk (4 episodi, 1959), interpretato da Mario Alcalde.
- Steve Chambers (4 episodi, 1959), interpretato da Michael Dante.
- Dolores (4 episodi, 1960), interpretata da Lita Baron.

### Guest star
- Chris Alcaide
- Pat Conway
- Russ Conway
- Walter Coy
- Tod Griffin
- Ron Hagerthy
- Ron Hayes
- George Macready
- Patrick McVey g
- Gregg Palmer
- James Philbrook
- John M. Pickard
- Gilman Rankin
- Robert F. Simon
- Barbara Stuart
- Beverly Washburn

## Produzione
La serie fu prodotta da Desilu Productions e Rorvic Productions (compagnia fondata da Rory Calhoun, l'attore che interpreta il texano, e Victor Orsatti) e girata nell'Iverson Ranch a Los Angeles in California.
Tra i registi della serie sono accreditati Erle C. Kenton (14 episodi, 1958-1960), Robert Gordon (6 episodi, 1959), Robert Florey (4 episodi, 1958-1959), Hollingsworth Morse (3 episodi, 1958), Edward Ludwig (2 episodi, 1959-1960) e Leslie Goodwins (2 episodi, 1959).

## Distribuzione
La serie fu trasmessa negli Stati Uniti dal 1958 al 1960 sulla rete televisiva CBS. Fu trasmessa anche in Germania Ovest dal 25 maggio 1968 col titolo Der Texaner.

## Episodi
| Stagione         | Episodi | Prima TV originale |
| ---------------- | ------- | ------------------ |
| Prima stagione   | 37      | 1958-1959          |
| Seconda stagione | 42      | 1959-1960          |